# Центральная избирательная комиссия Азербайджанской Республики
Центральная избирательная комиссия Азербайджанской Республики (азерб. Azərbaycan Respublikası Mərkəzi Seçki Komissiyası, коротко: ЦИК) — постоянный государственный орган в соответствии с Конституцией Азербайджанской Республики. Председателем комиссии является  Мазахир Панахов.

## Создание
Центральная избирательная комиссия Азербайджанской Республики по выборам народных депутатов была создана решением Верховного Совета Азербайджанской ССР от 26 июня 1990 года и была названа Центральной избирательной комиссией Азербайджанской Республики 15 мая 1998 года.

## Задачи
ЦИК обеспечивает подготовку и проведение выборов Президента Азербайджанской Республики и депутатов Милли Меджлиса Азербайджанской Республики, а также референдума (всенародного голосования) и муниципальных выборов. Работу избирательных комиссий возглавляет Центральная избирательная комиссия Азербайджанской Республики.

## Функции
Статус, деятельность и полномочия Центральной избирательной комиссии Азербайджанской Республики определяются Избирательным кодексом Азербайджанской Республики.
Центральная избирательная комиссия Азербайджанской Республики
- осуществляет надзор за соблюдением избирательных прав граждан при подготовке и проведении выборов и референдумов;
- готовит и утверждает нормы технологического оборудования, необходимые для работы избирательных комиссий, контролирует соблюдение этих норм;
- оказывает правовую, методическую и техническую поддержку избирательным комиссиям;
- определяет избирательные бюллетени для референдума, списки избирателей, протоколы голосования других избирательных комиссий и образцы документов референдума и порядок их подготовки;
- осуществляет иные обязанности и полномочия, предусмотренные Избирательным кодексом Азербайджанской Республики;
- совместно с соответствующими органами исполнительной власти и органами местного самоуправления организует систему составления и ведения единого списка избирателей;
- подготавливает и проводит выборы и референдумы, развивает избирательную систему, обучает членов избирательных комиссий;
- определяет результаты голосования во время выборов и референдума и обеспечивает публикацию этих результатов.

Центральная избирательная комиссия Азербайджанской Республики может издавать инструкции, пояснения, правила или методические указания по применению Кодекса о выборах.
Решения и нормативные акты, принятые Центральной избирательной комиссией являются обязательными для государственных органов, муниципалитетов, зарегистрированных кандидатов, политических партий, блоков политических партий, должностных лиц и избирателей.

## Деятельность
Для проведения выборов ЦИК организуется Независимый медиацентр. Центр предоставляет местным и международным СМИ информацию о выборах. На сайте медиацентра публикуется информация на английском, русском и азербайджанском языках, включая фото- и видеоматериалы.
С целью просвещения молодёжи для участия в выборах волонтёрами в сотрудничестве с ЦИК организуется раздача информационных буклетов. Акции проводятся в крупных городах страны. 

## Председатели
- Али Керимов (26 июня 1990 — 7 апреля 1992)[8]
- Джафар Велиев (7 апреля 1992 — 19 мая 2000)[9]
- Мазахир Панахов (с 19 мая 2000)